# Comparaison d'applications supportant OpenDocument
Les tableaux suivants comparent des applications prenant en charge le format OASIS Open Document Format pour applications bureautiques.

## Documents textes

### Traitements de texte
|                              | Version | Système d'exploitation                              | Suite bureautique                    | Développeur                     | Licence      | Notes                    |
| ---------------------------- | ------- | --------------------------------------------------- | ------------------------------------ | ------------------------------- | ------------ | ------------------------ |
| LibreOffice Writer           | 3.3+    | Windows, Mac OS X, GNU/Linux, systèmes Unix         | LibreOffice                          | The Document Foundation         | LGPL         |                          |
| AbiWord                      | 2.4.2   | Windows, Mac OS X, GNU/Linux, systèmes Unix         | GNOME Office ou seul                 | AbiSource                       | GPL          |                          |
| IBM Lotus Symphony Documents | 1.3     | Windows, Mac OS X, GNU/Linux                        | IBM Lotus Symphony                   | IBM                             | Propriétaire |                          |
| IBM Workplace Documents      | 2.5+    | Tous (application web)                              | IBM Workplace Collaboration Services | IBM                             | Propriétaire |                          |
| KWord                        | 1.4+    | GNU/Linux, systèmes Unix                            | KOffice                              | le projet KDE                   | LGPL / GPL   |                          |
| NeoOffice Writer             | 2.2.2   | Mac OS X                                            | NeoOffice                            | Patrick Luby et Edward Peterlin | GPL          |                          |
| OpenOffice.org Writer        | 2.0     | Windows, GNU/Linux, systèmes Unix, Mac OS X         | OpenOffice.org                       | OpenOffice.org                  | LGPL         |                          |
| OpenOffice.org Writer        | 1.1.5   | Windows, GNU/Linux, systèmes Unix, Mac OS X         | OpenOffice.org                       | OpenOffice.org                  | LGPL / SISSL | seulement en importation |
| StarOffice Writer            | 8       | Windows, GNU/Linux, Solaris                         | StarOffice                           | Sun Microsystems                | Propriétaire |                          |
| TextMaker (en)               | 2012    | Windows, Windows Mobile, Windows CE, Linux, Android | SoftMaker Office (en)                | SoftMaker Software GmbH         | Propriétaire |                          |
| WordPerfect                  | X4      | Windows                                             | WordPerfect Office X4                | Corel                           | Propriétaire |                          |
|                              | Version | Système d'exploitation                              | Suite bureautique                    | Développeur                     | Licence      | Notes                    |

### Autres applications
- Dokuwiki peut exporter au format ODT grâce au plugin approprié
- Dotclear dispose aussi d'un plugin d'export ODT
- Pandoc peut convertir des documents au format ODT de ou vers d'autres formats.
- SPIP dispose d'un plugin d'export ODT
- Trac dispose lui aussi d'un plugin d'export ODT
- Visioo Writer permet d'afficher les fichiers OpenDocument Text

## Documents tableur
|                                 | Version | Système d'exploitation                              | Suite bureautique                    | Développeur                     | Licence      | Notes |
| ------------------------------- | ------- | --------------------------------------------------- | ------------------------------------ | ------------------------------- | ------------ | ----- |
| LibreOffice Calc                | 3.3+    | Windows, GNU/Linux, systèmes Unix                   | LibreOffice                          | The Document Foundation         | LGPL         |       |
| IBM Lotus Symphony Spreadsheets | 1.3     | Windows, Mac OS X, GNU/Linux                        | IBM Lotus Symphony                   | IBM                             | Propriétaire |       |
| IBM Workplace Documents         | 2.5+    | Tous (application web)                              | IBM Workplace Collaboration Services | IBM                             | Propriétaire |       |
| KSpread                         | 1.4+    | GNU/Linux, systèmes Unix                            | KOffice                              | le projet KDE                   | LGPL / GPL   |       |
| NeoOffice Calc                  | 2.2.2   | Mac OS X                                            | NeoOffice                            | Patrick Luby et Edward Peterlin | GPL          |       |
| OpenOffice.org Calc             | 2.0     | Windows, GNU/Linux, systèmes Unix, Mac OS X         | OpenOffice.org                       | OpenOffice.org                  | LGPL         |       |
| Quattro Pro                     | X4      | Windows                                             | WordPerfect Office X4                | Corel                           | Propriétaire |       |
| PlanMaker (en)                  | 2012    | Windows, Windows Mobile, Windows CE, Linux, Android | SoftMaker Office (en)                | SoftMaker Software GmbH         | Propriétaire |       |
| StarOffice Calc                 | 8       | Windows, GNU/Linux, Solaris                         | StarOffice                           | Sun Microsystems                | Propriétaire |       |
|                                 | Version | Système d'exploitation                              | Suite bureautique                    | Développeur                     | Licence      | Notes |

## Documents de présentation
|                                  | Version | Système d'exploitation                              | Suite bureautique                    | Développeur                     | Licence      | Notes |
| -------------------------------- | ------- | --------------------------------------------------- | ------------------------------------ | ------------------------------- | ------------ | ----- |
| LibreOffice Impress              | 3.3+    | Windows, GNU/Linux, systèmes Unix                   | LibreOffice                          | The Document Foundation         | LGPL         |       |
| IBM Lotus Symphony Presentations | 1.3     | Windows, Mac OS X, GNU/Linux                        | IBM Lotus Symphony                   | IBM                             | Propriétaire |       |
| IBM Workplace Documents          | 2.5+    | Tous (application web)                              | IBM Workplace Collaboration Services | IBM                             | Propriétaire |       |
| KPresenter                       | 1.4+    | GNU/Linux, systèmes Unix                            | KOffice                              | le projet KDE                   | LGPL / GPL   |       |
| NeoOffice Impress                | 2.2.2   | Mac OS X                                            | NeoOffice                            | Patrick Luby et Edward Peterlin | GPL          |       |
| OpenOffice.org Impress           | 2.0     | Windows, GNU/Linux, systèmes Unix, Mac OS X         | OpenOffice.org                       | OpenOffice.org                  | LGPL         |       |
| Presentations                    | X4      | Windows                                             | WordPerfect Office X4                | Corel                           | Propriétaire |       |
| SoftMaker Presentations (en)     | 2012    | Windows, Windows Mobile, Windows CE, Linux, Android | SoftMaker Office (en)                | SoftMaker Software GmbH         | Propriétaire |       |
| StarOffice Impress               | 8       | Windows, GNU/Linux, Solaris                         | StarOffice                           | Sun Microsystems                | Propriétaire |       |
|                                  | Version | Système d'exploitation                              | Suite bureautique                    | Développeur                     | Licence      | Notes |